# Popis načelnika Generalštaba JNA
Načelnici Generalštaba JNA (1945-1992):
| Ime                                          | Početak mandata     | Kraj mandata        |
| -------------------------------------------- | ------------------- | ------------------- |
| General-potpukovnik Arso Jovanović           | 1. ožujka 1945.     | 15. rujna 1948.     |
| General-pukovnik Koča Popović                | 15. rujna 1948.     | 27. siječnja 1953.  |
| General-pukovnik Peko Dapčević               | 27. siječnja 1953.  | 29. travnja 1955.   |
| General-pukovnik Ljubo Vučković              | 29. travnja 1955.   | 16. lipnja 1961.    |
| General-pukovnik Rade Hamović                | 16. lipnja 1961.    | 15. lipnja 1967.    |
| General-pukovnik Miloš Šumonja               | 15. lipnja 1967.    | 5. siječnja 1970.   |
| General-pukovnik zrakoplovstva Viktor Bubanj | 5. siječnja 1970.   | 15. listopada 1972. |
| General-pukovnik Stane Potočar               | 15. listopada 1972. | 10. srpnja 1979.    |
| Admiral Branko Mamula                        | 10. srpnja 1979.    | 5. svibnja 1982.    |
| General-pukovnik Petar Gračanin              | 5. svibnja 1982.    | 1. rujna 1985.      |
| General-pukovnik Zorko Čanadi                | 1. rujna 1985.      | 15. rujna 1987.     |
| General-pukovnik Stevan Mirković             | 15. rujna 1987.     | 29. rujna 1989.     |
| General-pukovnik Blagoje Adžić               | 29. rujna 1989.     | 27. veljače 1992.   |
| General-pukovnik Života Panić                | 27. veljače 1992.   | 26. svibnja 1993.*  |

- *JNA je prestala postojati 20. svibnja 1992.

## Poveznice
- Savezni ministar obrane SFRJ
- Oružane snage SFRJ
- Jugoslavenska narodna armija